# Мирный (Лихославльский район)
Мирный — поселок в Лихославльском районе Тверской области.

## География
Находится в центральной части Тверской области на расстоянии приблизительно 30 км на север-северо-восток по прямой от районного центра города Лихославль на левом берегу Медведицы.

## История
На дореволюционных картах не отмечалась. На карте 1941 года показан как два близко расположенных друг к другу льноперерабатывающих предприятия. До 2021 поселок входил в Толмачёвское сельское поселение Лихославльского района до его упразднения.

## Население
Численность населения: около 110 (1982 год), 152 (русские 54 %, карелы 45 %) в 2002 году, 154 в 2010.